# ولاتکو آندونوفسکی
ولاتکو آندونوفسکی (به انگلیسی: Vlatko Andonovski) مربی فوتبال و بازیکن پیشین فوتبال مقدونی-آمریکایی است. وی هم‌اکنون سرمربی تیم ملی فوتبال زنان ایالات متحده آمریکا است.
او در تیم‌های فوتبال کانزاس سیتی و رین هم مربی‌گری کرده‌است.